# Storselet (Norsjö socken, Västerbotten)
Storselet är en sjö i Norsjö kommun i Västerbotten och ingår i Umeälvens huvudavrinningsområde. Sjön har en area på 0,236 kvadratkilometer och ligger 276,5 meter över havet. Sjön avvattnas av vattendraget Aggträskån (Fiskbäcken).

## Delavrinningsområde
Storselet ingår i det delavrinningsområde (721194-164926) som SMHI kallar för Mynnar i Stor-Raggsjön. Medelhöjden är 281 meter över havet och ytan är 3,8 kvadratkilometer. Räknas de 2 avrinningsområdena uppströms in blir den ackumulerade arean 27,29 kvadratkilometer. Aggträskån (Fiskbäcken) som avvattnar avrinningsområdet har biflödesordning 4, vilket innebär att vattnet flödar genom totalt 4 vattendrag innan det når havet efter 210 kilometer. Avrinningsområdet består mestadels av skog (61 procent) och sankmarker (32 procent). Avrinningsområdet har 0,24 kvadratkilometer vattenytor vilket ger det en sjöprocent på 6,3 procent.